# Evald Tipner
Evald Tipner   (Tallinn, 13 de març de 1906 - Tallinn, 18 de juliol de 1947) fou un futbolista i jugador d'hoquei sobre gel estonià de la dècada de 1930.
Fou 66 cops internacional amb la selecció d'Estònia amb la qual participà en els Jocs Olímpics de 1924.
Pel que fa a clubs, defensà els colors de Sport Tallinn.